# Prima criză marocană
Prima criză marocană, cunoscută și cu numele Criza Tangerului, a fost o criză internațională din perioada martie 1905 – mai 1906 generată de neînțelegerile cu privire la controlul asupra Marocului. Criza a dus la înrăutățirea relațiilor Germaniei atât cu Franța cât și cu Regatul Unit și a dus la întărirea relațiilor franco-britanice în cadrul Antantei. 

## Vizita Kaiserului
Pe 31 martie 1905, Kaiserul Wilhelm al II-lea a ajuns la Tanger în Maroc și a avut discuții cu reprezentanții sultanului Abdelaziz al Marocului. Kaiserul a vizitat în continuare orașul călare pe un cal alb. Kaiserul a declarat că a venit să sprijine suveranitatea sultanatului – o declarație provocatoare la adresa Franței, care avea interese în Maroc. Sultanul a respins ulterior un set de reforme guvernamentale propuse de francezi și a lansat invitații marilor puteri mondiale pentru participarea la o conferință care să-l consilieze cu privire la reformele necesare. 

## Reacția franceză – concentrări de trupe
Germania a dorit să fie organizată o conferință unde Franța să fie invitată să își prezinte punctul de vedere în fața altor puteri europene. Ministrul de externe francez, Théophile Delcassé, a adoptat o atitudine sfidătoare, susținând că o asemenea conferință nu este necesară. Contele Bernhard von Bülow, cancelarul german, a amenințat cu războiul în cazul în care nu se găsesc soluții. Criza a ajuns la apogeu la mijlocul lunii iunie. Francezii au anulat toate permisiile militarilor (15 iunie) iar germanii au amenințat că vor semna un tratat militar defensiv cu sultanul (22 iunie). Premierul francez Maurice Rouvier a refuzat să își implice țara într-un război cu Germania pentru o problemă pe care o considera fără o importanță majoră. Ministrul de externe  Delcassé a demisionat, de vreme ce guvernul francez nu îi mai susținea poziția. Pe 1 iulie, francezii au fost de acord să participe la conferință. 
Criza a continuat până în ajunul conferinței de la Algeciras. Germania își mobilizase trupele de rezerve (30 decembrie) iar Franța deplasase trupe la frontiera cu Germania (3 ianuarie). 

### Conferința de la Algeciras
Conferința de la Algeciras a fost convocată pentru rezolvarea neînțelegerilor, iar discuțiile au durat din 16 ianuarie până pe 7 aprilie 1906. Germania a aflat în timpul discuțiilor că dintre cele 13 națiuni participante, doar Austro-Ungaria îi sprijinea poziția. O încercare a germanilor pentru semnarea unui compromis a fost respinsă de austro-ungari. Franța se bucura de sprijinul ferm al Regatului Unit, Rusiei, Italia, Spania și SUA. Germanii au accepta să semneze pe 31 martie1906  un compromis care le salva prestigiul. Franța a fost de acord să renunțe la controlul asupra poliției marocane, dar a reușit să obțină controlul de factor al vieții economice și politice marocane. 

## Consecințe
Deși Conferința de la Algeciras a rezolvat temporar criza marocană, aceasta de fapt a înrăutățit tensiunile dintre Tripla Alianță (1882) și Antanta cordială care au dus în cele din urmă la izbucnirea primei conflagrații mondiale.
Prima criză marocană a demonstrat că Antanta era puternică – britanicii se situaseră ferm de partea francezilor. Criza a provocat și semnarea altor înțelegeri precum Convenția anglo-rusă și Pactul de la Cartagena  anglo-franco-spaniol. Kaiserul Wilhelm al II-lea a fost foarte furios datorită umilinței suferite și nu a mai cedat în viitor, ceea ce a dus la implicarea Germaniei în a doua criză marocană (Criza Agadirului).